# Заря (футбольный клуб, Ленинск-Кузнецкий)
«Заря́» — российский футбольный клуб из Ленинска-Кузнецкого.

## История
Команда мастеров основана в 1989 году Сергеем Васютиным на базе УОР. В 1990—1991 годах клуб под названием «Шахтёр» выступал во второй низшей лиге СССР, в 10-й зоне, в обоих сезонах был аутсайдером (последнее и предпоследнее место). В 1992 году занял 1-е место в 6-й зоне второй российской лиги и вышел в первую лигу, где выступал в 1993—1997 годах. Занял 3-е место в зоне «Восток» первой лиги в 1993 году. В 1998—1999 годах выступал в зоне «Восток» второго дивизиона. Затем играл на любительском уровне (в КФК/ЛФЛ с перерывами). В 2005—2007 вновь играл во втором дивизионе. В 2008 клуб выступал в ЛФЛ, где занял последнее 10-е место в зоне «Сибирь». В 2009 команда выступала в первенстве области.
В 2010 году финансирование клуба было передано компании СУЭК. Команда была объединена с клубом «СУЭК-Кузбасс» и стала называться «Заря-СУЭК». Летом 2016 команда снялась с чемпионата области и участвовала только в коммерческой Футбольной лиге Кемеровской области.

## Прежние названия
- 1990—1991, 2000—2001 — «Шахтёр»
- 1992—1999, 2004—2009 — «Заря»
- 2002—2003 — «Заря»-УОР
- с 2010 — Заря-СУЭК

## Достижения
- 1-е место во 2-й лиге 6-й зоне: 1992
- 3-е место в 1-й лиге зоне «Восток»: 1993
- 1/4 финала Кубка России 1996/1997
- 3-е место в КФК зоне «Сибирь»: 2002
- 1-е место в чемпионате Кемеровской области: 2019[4]